# جزر ديوميد

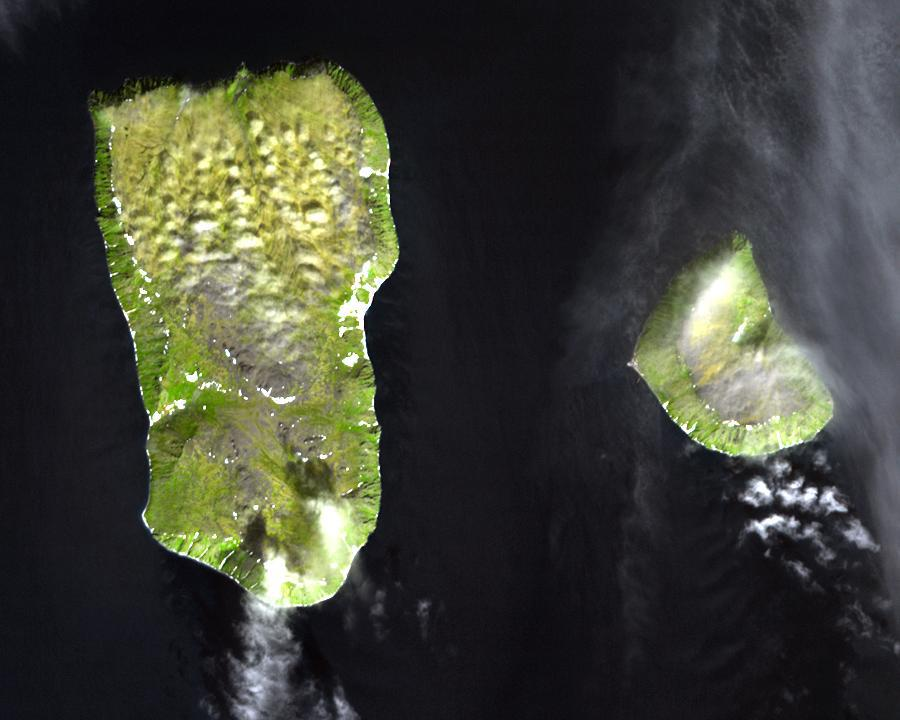
صورة لجزر ديوميد من الجو

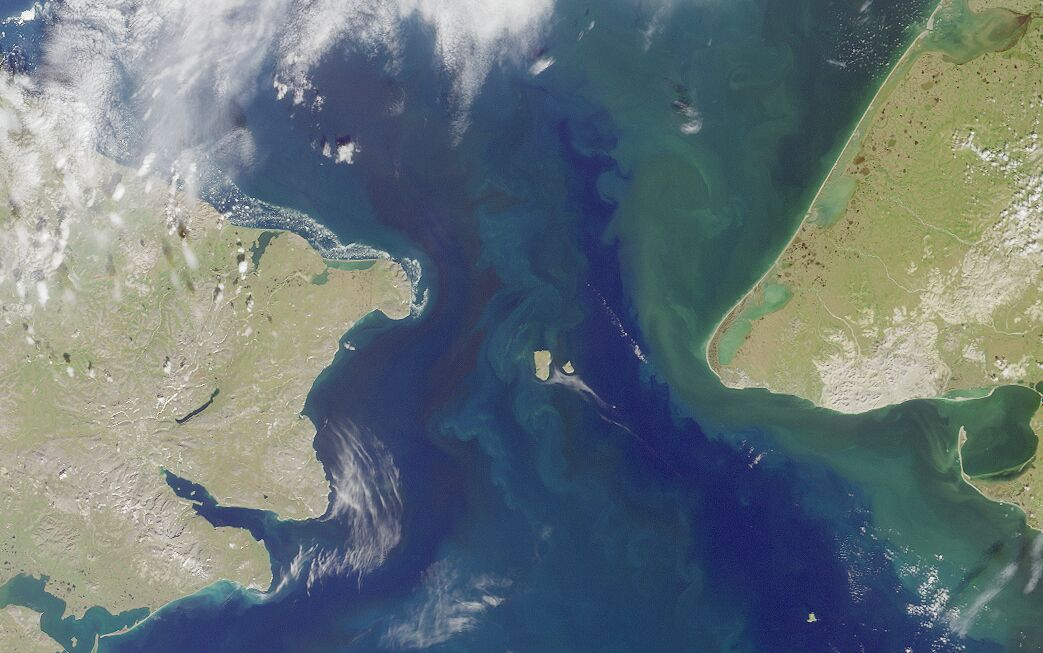
صورة فضائية لمضيق برينج

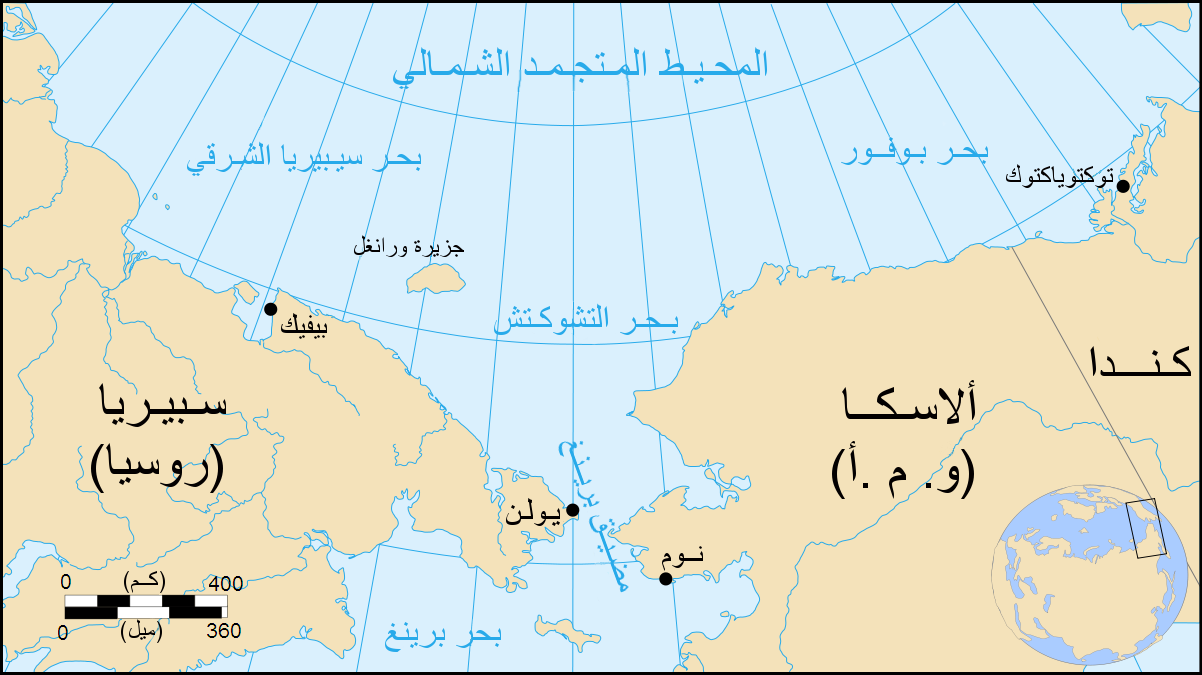
خريطة بحر تشوكي.

جزر ديوميد (بالروسية:острова Диомида) هي جزر في وسط بحر بيرنغ وتتكون من جزيرة ديوميد الكبرى التابعة لروسيا وجزيرة ديوميد الصغرى التابعة للولايات المتحدة الأميركية. وتقع الجزر الصخرية الصغيرة في وسط المسافة بين قارتي آسيا وأميركا الشمالية.
وقد أعيد اكتشاف هذه الجزر من قبل فيتوس بيرنغ Vitus Bering في يوم 16 أغسطس / آب 1728 وهو اليوم الذي تحتفل فيه الكنيسة الروسية الأرثوذكسية بذكرى شهادة القديس سانت ديوميد ولذلك تمت تسميتها بجزر ديوميد.
وتسمى جزر ديوميد الصغرى أيضا باسمها باللغة الأصلية لتلك المنطقة بجزيرة اغنالوك Ignaluk أو كروسنسترن Krusenstern.
وتسمى جزر ديوميد الكبرى أيضا باسمها باللغة الأصلية لتلك المنطقة بجزيرة راتمانوف Ratmanov أو ايماكليك Imaqliq أو اناليك Inaliq أو نوناربوك Nunarbuk.
يفصل بين الجزيرتين خط حدودي، وأيضا خط الوقت العالمي. فيما تعدان أقرب نقطتين بين الولايات المتحدة وروسيا حيث تبعدان عن بعضهما 4 كيلومتر فقط (2.5 ميل). ديوميد الكبرى هي أبعد نقطة إلى الشرق في روسيا.

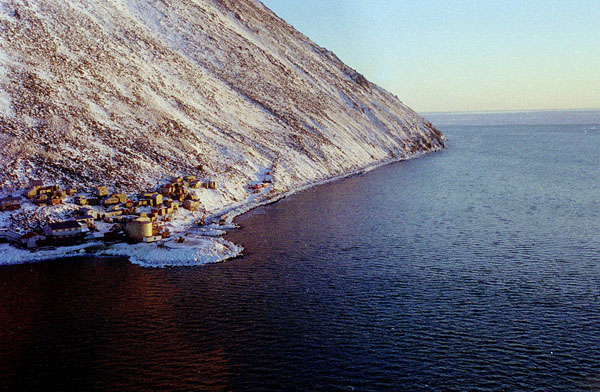
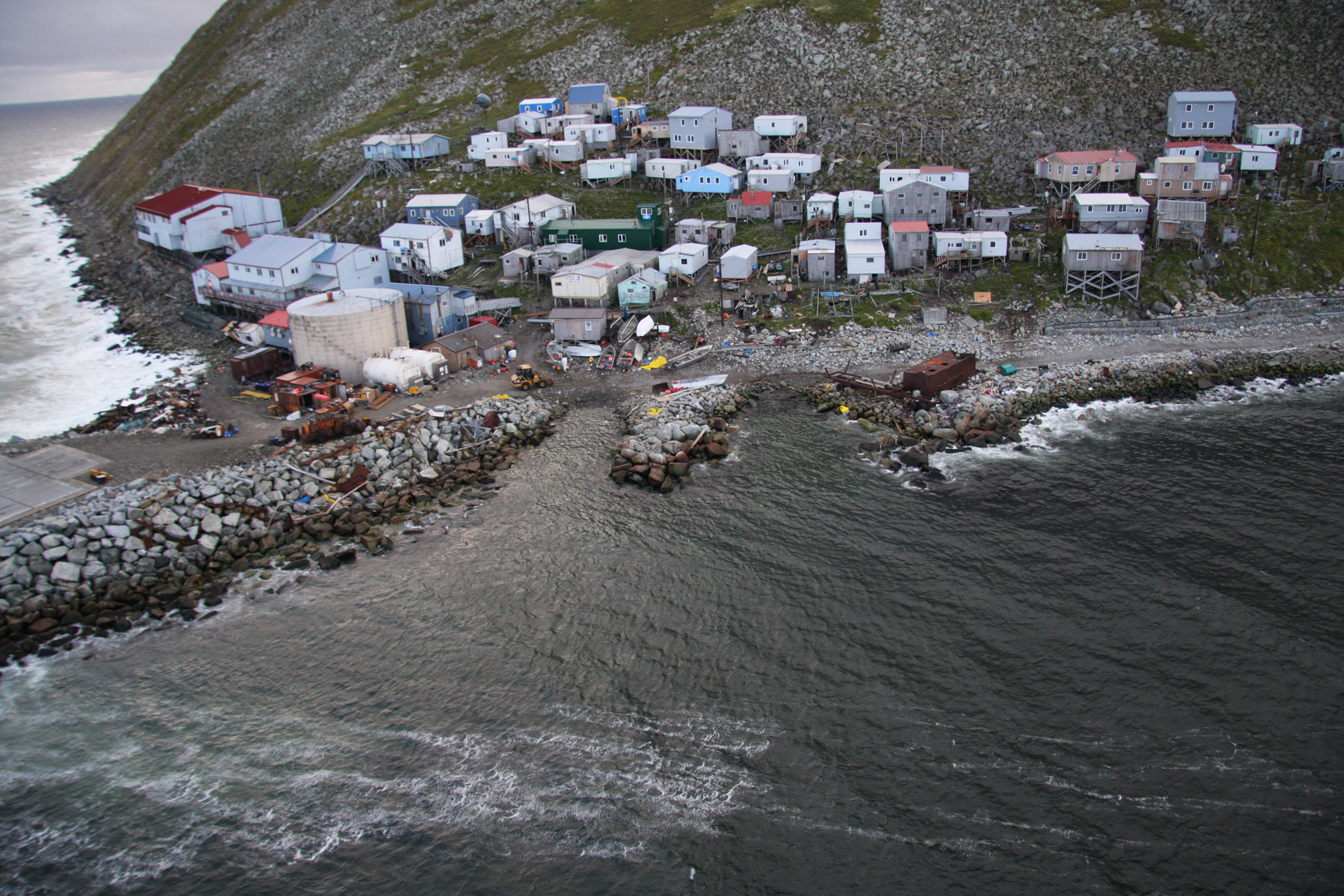